# ジョクール (小惑星)
ジョクール (6977 Jaucourt) は小惑星帯に位置する小惑星。ベルギーの天文学者エリック・エルストがヨーロッパ南天天文台で発見した。
『百科全書』に18,000の記事を執筆したフランスの学者、ルイ・ド・ジョクールから命名された。